# Santa Susanna de la Melgosa
Santa Susanna de la Melgosa és una església del municipi de Biosca (Solsonès) inclosa en l'Inventari del Patrimoni Arquitectònic de Catalunya.

## Descripció
És una ermita envoltada d'alzines i roures. Té una sola nau. És possible que hagués tingut un absis rodó, per les restes dels fonaments que encara hi són. Entrada amb arc de mig punt adovellat. Té una petita obertura circular a sobre. L'interior està arrebossat i pintat de blanc. S'hi arriba pel camí que deixa hi ha per sota del Mas de la Melgosa, el primer trencall a la dreta. Després d'un km s'ha de baixar del cotxe i anar-hi a peu. Està situada a la dreta del camí.

## Història
L'any 1758 hi ha documentada una visita pastoral efectuada pel bisbe d'Urgell a Santa Susanna; s'hi esmenta que la capella pertanyia a la Casa de Malgosa, del bisbat de Solsona. Al voltant de la capella s'han trobat indicis d'una primitiva necròpolis i una pica excavada a la cinglera, que semblen confirmar indicis de culte al lloc des d'època medieval. L'edifici actual podria ser del segle xvii.